# Harold Ellis
Harold Ellis, (Atlanta, Georgia, 7 de octubre de 1970) es un exjugador de baloncesto estadounidense. Con 1.96 de estatura, su puesto natural en la cancha era el de escolta.

## Trayectoria
- Frederick Douglass High School
- Universidad de Morehouse (1988-1992)
- Atlanta Eagles (1992)
- Quad City Thunder (1992-1993)
- Atlanta Eagles (1993)
- Quad City Thunder (1993-1994)
- Los Angeles Clippers (1994-1995)
- Aris Salónica BC (1995-1996)
- Apollon Patras (1996-1997)
- Saski Baskonia (1997)
- Rockford Lightning (1997)
- Denver Nuggets (1997-1998)
- Iraklio Creta (1998-1999)
- Rockford Lightning (1999)
- L.V. Silver Bandits (1999-2001)